# Praefatio
Praefatio è un'opera di Luigi Alberti, uscita nel 1878 a Firenze per l'Arte della Stampa.
Si trattava di un libriccino di poche pagine: era costituito da una breve prefazione in cui l'Alberti contestava il verismo poetico di Olindo Guerrini e Giosuè Carducci e da alcuni versi che intendevano criticare soprattutto i Postuma, visti come fonte di immoralità e perversione.

## Studi critici
- Claudio Mariotti, Plausi e vituperi di un falso morto. I "Postuma" di Olindo Guerrini tra imitazioni, contestazioni e parodie, in I Quaderni del Cardello, n. 16, 2007.